# Baroniet Rosendal
Baroniet Rosendal ligger i Kvinnherad, Norge. Baroniet, Norges enda, etablerades av kung Christian V 1678. Slottet, som stod färdigt 1665, omnämns ofta som "Skandinaviens minsta slott". Det ägs sedan 1927 av Universitetet i Oslo och drivs sedan 1990 som museum. 

## Historia

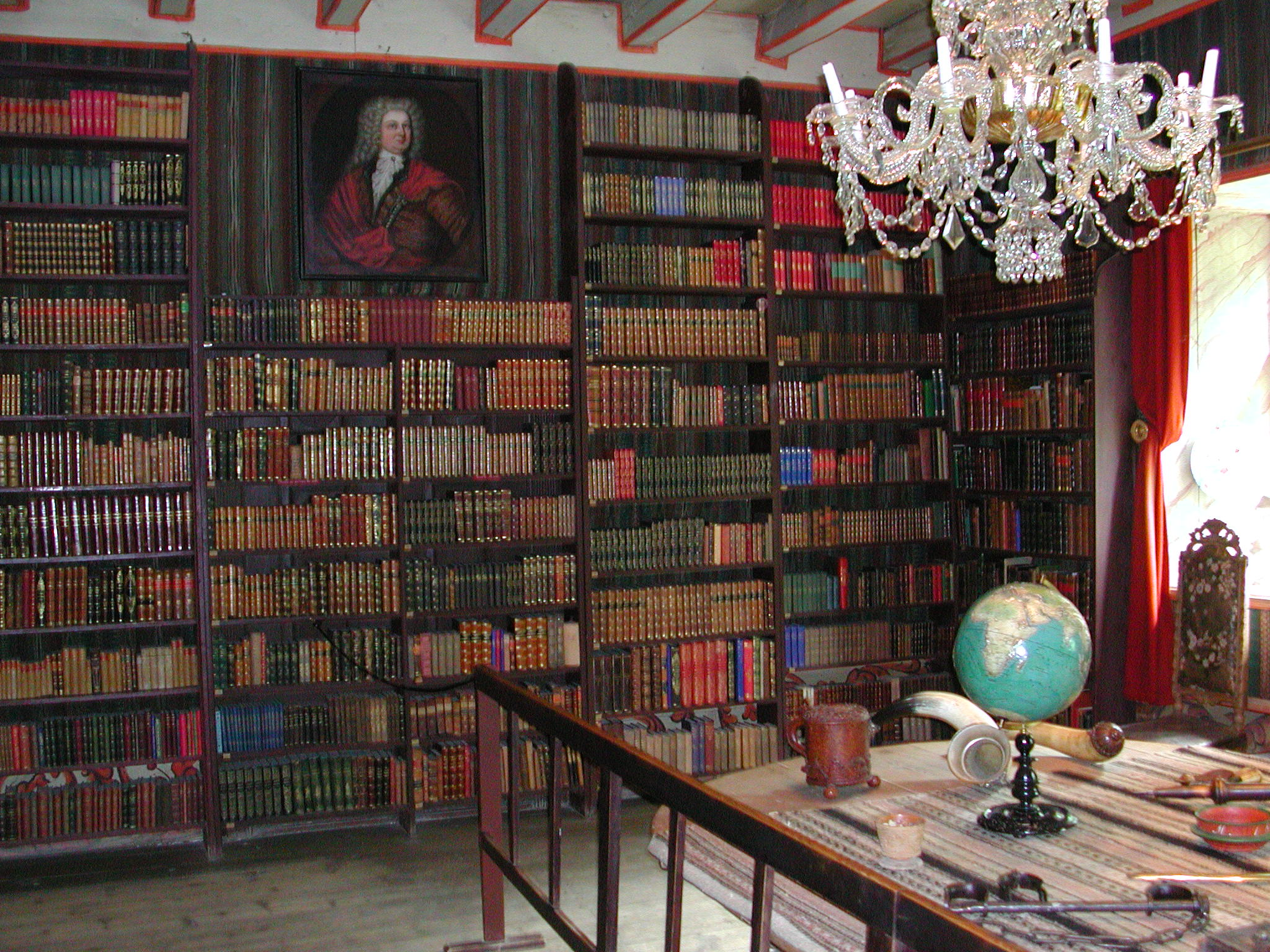
Biblioteket är det äldsta rummet och inrett i barockstil.

1658 gifte sig den danske adelsmannen Ludvig Rosenkrantz med den rika arvtagerskan Karen Mowat. I bröllopsgåva fick de gården Hatteberg, där de lät uppföra ett mindre slott, som de kallade Rosendal. 1678 upphöjde den dansk-norske kungen Christian V godset till Lensbaroni. Rosenkrantz erhöll dock titeln på ett villkor: det kunde endast ärvas på manslinjen. Då tre av hans söner dog i krig, ärvdes det av hans yngste son, Aksel Rosenkrantz. Då denne inte hade några överlevande arvingar tillföll baroniet senare Kronan.
1745 övertogs Rosendal av Edvard Londemann (1680-1749). Tre år senare adlades han med tillnamnet af Rosencrone, och slottet blev ättens släktgård (stamhus). 1749 ärvdes det av Marcus Gerhard Rosencrone (1738-1811) och 1779 återfick Rosendal status som baroni. Vid hans död 1811 ärvdes slottet av systersonen Christian Henrik Hoff, från 1812 lensbaron Hoff-Rosencrone. I de följande generationerna ärvdes Rosendal inom familjen Hoff-Rosencrone, för att slutligen, 1900, hamna i släkten Weiss ägo.
Då Rosendal, genom lag 1927, upphörde som stamhus (fideikommiss) övertogs det som testamentarisk gåva av Universitetet i Oslo, samtidigt som slottets drift övergick till Den Weis-Rosenkroneske Stiftelse.
1990 etablerades Museet Baroniet Rosendal.
Flera av baroniets gamla handlingar, skrifter och böcker finns tillgängliga i digitaliserad form hos norska Digitalarkivet.